# Större vindeltrappa
Större vindeltrappa (Epitonium turtonis) är en snäckart som först beskrevs av Turton 1819.  Större vindeltrappa ingår i släktet Epitonium, och familjen vindeltrappsnäckor. Arten är reproducerande i Sverige.